# Бонавентура Берлингьери
Бонавентура Берлингьери (итал. Bonaventura Berlinghieri, документирован с 1228 по 1274 год, Лукка) — живописец итальянского проторенессанса луккано-пизанской школы.

## Биографические сведения
Бонавентура, вероятно, был средним из трёх сыновей художника Берлингьеро ди Миланезе. Два его брата — Марко и Бароне — тоже стали живописцами. Всё семейство работало в мастерской отца, имевшей большой успех в первой половине XIII века.
Впервые имя Бонавентуры упоминается в списке жителей Лукки в 1228 году, наряду с его отцом и старшим братом Бароне (ему тогда было приблизительно 20 лет). В 1232 году Бонавентура упоминается в одном лукканском юридическом документе, а 1235-м годом датируется самое известное произведение художника — алтарь «Св. Франциск и сцены из его жизни». В городском архиве Лукки сохранился документ от 1243 года, сообщающий, что Бонавентура написал икону для архидьякона Лукки. Согласно другому документу, датированному 1244 годом, художник обязуется расписать фресками комнату архидьякона в лукканском соборе; контракт указывает, что на фресках должны быть птицы и другие изображения согласно замыслу Маэстро Ломбардо, который, вероятно, в то время был руководителем оформительских работ в соборе Св. Мартина (эти фрески не сохранились). В документе от 1250 года уже широко известный художник Бонавентура Берлингьери выступает гарантом для своего брата Марко, которому священник Аламанно заказал создание миниатюр для Библии (эта Библия дошла до наших дней, и сегодня находится во Дворце Архидьякона, Лукка). От 1266 года сохранился документ, в котором Бонавентура Берлингьери утверждает, что послал своего пасынка Лупардо Бенинказа (ум. в Королевстве Сицилия до 1258) обучаться искусству живописи («artem meam pingendi ymagines»). Последние документальные упоминания его имени относятся к 1274 году (речь идёт о работах в капелле св. Григория) и 1287 году, после которого упоминания о нём прекращаются.
Мастерская семейства Берлингьери была главным центром производства религиозных изображений в Лукке и её окрестностях в первые десятилетия XIII века. Ей поручались самые важные городские заказы, чему способствовали замечательные отношения, сложившиеся у семейства Берлингьери с Аламанно, священником собора Св. Мартина. Кроме этого семейство Берлингьери выполняло множество работ для церквей епархии, о чём свидетельствует расписной крест из Вилла Базилика, который приписывается Марко Берлингьери, и упоминание в документах расписного креста, созданного Бароне Берлингьери для Казабашьяна, вблизи Баньи ди Лукка.
Бонавентура Берлингьери был современником Джунта Пизано, однако, склонное к драматизму творчество Джунта не повлияло на художественную эволюцию Бонавентуры — он оставался последователем принципов и приёмов, унаследованных от отца. Там, где Джунта Пизано стремился к созданию рафинированного неоэлленистического синтеза и включению драматических интонаций, Бонавентура оставался верен традиционной повествовательности умбро-романского репертуара. В связи с этим некоторые исследователи упрекают его в том, что он был чужд великому обновлению искусства, которое с романской эпохи волновало многих итальянских художников.

## Произведения
Число произведений, атрибутированных Бонавентуре Берлингьери невелико. Ему приписывается две работы, которые он, предположительно, выполнил совместно с так наз. Мастером креста № 434 — это «Крест № 434» из галереи Уффици, Флоренция, (1240 — 45 гг.; разм. 200 х 250 см), и Расписной крест из Терельо (1235 — 45 гг.; разм. 160 х 235 см), где Бонавентура написал несколько фигур на табеллоне (М. Босковиц). Мастер креста № 434 — одна из самых загадочных фигур в тосканской живописи XIII века. В его работах видна лукканская выучка. А. Тартуфери считает, что этот художник был учеником Бонавентуры и какое-то время работал в его мастерской. Ещё один Расписной крест из Палаццо Барберини, Рим (1260 — 70 гг., разм. 286 х 187 см), ранее считался произведением «мастерской Берлингьери», однако в последнее время эксперты всё более склоняются к тому, что это самостоятельная работа Бонавентуры. Возможно также его участие в создании диптиха «Распятие» и «Мадонна с младенцем и святыми» (ок. 1255; разм. 103 х 122 см) из галереи Уффици. Чаще всего это произведение относят не к конкретному автору, а к «школе Берлингьери». Ему также приписывалась картина «Св. Франциск обретает стигматы» из той же галереи, но в последнее время её считают работой «Мастера креста № 434». Самым главным и стопроцентно достоверным произведением художника является алтарная картина «Св. Франциск и сцены из его жизни».
- Бонавентура Берлингьери. Расписной крест.  Деталь. Между 1260 и 1270. Палаццо Барберини, Рим
- Диптих «Распятие» и «Мадонна с Младенцем и святыми». Ок. 1255. Уффици, Флоренция

## Святой Франциск и сцены из его жизни
Единственная работа, на которой стоит подпись Бонавентуры Берлингьери и дата, — это известный алтарный образ с изображением «Св. Франциска Ассизского и сцен из его жизни», который находится в церкви Св. Франциска в Пеше — городке, расположенном к северо-западу от Флоренции. Это большая икона размером 160 х 123 см, на которой художник изобразил св. Франциска в полный рост, а по сторонам от него шесть эпизодов из его жизни. С левой стороны:
- 1. «Обретение стигматов»
- 2. «Проповедь птицам»
- 3. «Исцеление уродливой девочки».

Справа:
- 1. «Исцеление калеки»
- 2. «Исцеление хромого Бартоломео да Нарни»
- 3. «Исцеление одержимой женщины».

В нижней части, возле ног св. Франциска есть дата AD MCCXXXV (1235 г. от Р. Х.) и полустёртая подпись художника BONAVENTURA BERLIGHIERI DA LUCA (Бонавентура Берлингьери из Лукки). Успех этого произведения в 1230-е годы был достаточно велик для того, чтобы Бонавентура создал ещё два его варианта: один находился в Ватиканском дворце в Риме, другой — в церкви Гуилья (Модена) на территории владений маркизов Монтекукколи (оба не сохранились).
Произведение Бонавентуры практически ничем не отличается от византийских житийных икон, в которых в центре изображался святой, а по краям располагались клейма с историями из его жития. Живопись этого алтарного образа своей стилистикой также близка византийским образцам; отличием является разве что его форма и то, что св. Франциск к Византии не имеет никакого отношения.
Франциск изображён в полный рост; это молодой бородатый мужчина, стоящий босиком в монашеском одеянии францисканцев с книгой в руке (с книгой обычно изображались либо апостолы, сами написавшие книги, либо святые-учёные, как например Екатерина Александрийская; в данном случае книга подчёркивала, что Франциск оставил монахам завет в виде закона, устава). Его серовато-коричневое монашеское одеяние подпоясано верёвкой с тремя узлами, символизирующими три обета: бедность, непорочность и послушание. Вокруг его головы сияет нимб, а на руках и ногах видны стигматы.
Икона написана через 9 лет после смерти св. Франциска, это первая известная икона с его изображением, и естественно, что исследователи предполагают подлинность его портрета на этом образе. Однако за 7 лет до неё, в 1228 году, была написана фреска с портретом святого Франциска в церкви Сакро Спеко в Субьяко (по другим данным она могла появиться до 1224 года). Созданная по заказу папы Григория IX (1227—1241), канонизировавшего св. Франциска в том же 1228 году, фреска является самым первым изображением святого, умершего за два года до этого. Большинство исследователей считает, что автор фрески наверняка знал Франциска лично и писал портрет по памяти. Однако в этом первом варианте св. Франциск не имеет ни стигматов, ни нимба, а вместо надписи «Святой Франциск» на фреске написано «Fr(ater) Franciscus», то есть «Брат Франциск». (Некоторые исследователи считают это доказательством того, что фреска была написана в 1224 году, когда Франциск был жив). Во всём остальном первый портрет святого похож на работу Берлингьери: изображён бородатый молодой мужчина, стоящий босиком во францисканском монашеском одеянии, подпоясанном верёвкой с тремя узлами.
Исследователи полагают, что перемены в изображении Франциска, произошедшие на иконе Берлингьери, объясняются появлением книги жития святого Vita Prima («Первое жизнеописание»), написанной Томмазо ди Челлано в 1228 — 9 годах. Именно в этой книге описывается обретение стигматов св. Франциском на горе Альверно — факт, о котором якобы знала лишь близкая монашеская братия и тщательно скрывала его (и в который не верил папа Григорий IX). Этот факт был обнародован только после смерти Франциска и вошёл в книгу Томмазо ди Челлано. Он явился едва ли не главным свидетельством чудесной божественной природы святого, после чего стигматы стали обязательной принадлежностью его изображений.
Если считать, что Бонавентура Берлингьери создал самый первый алтарный образ с житием св. Франциска (а такого мнения придерживаются многие эксперты), то именно он явился прообразом для всех последующих житийных икон и фресок, посвящённых этому святому. Иконографические схемы св. Франциска и сцен его жития, созданные Берлингьери, в дальнейшем копировались такими мастерами, как Маргаритоне д’Ареццо, Джунта Пизано, Мастер святого Франциска, Джотто и другими художниками дученто и треченто.